# Битва під Немировом (1672)
Би́тва під Неми́ровим сталася 7-8 жовтня 1672 року під час виправи Собеського проти чамбулів у ході польсько-турецької війни 1672—1676.

## Хід битви
Після кількагодинного відпочинку під Наролем після битви під цим містечком кіннота великого коронного гетьмана Яна Собеського рушила 7 жовтня у напрямі Цеханова і Любачева, шляхом, який вказували палаючі села.
Польський авангард, що складався з однієї корогви (60 жовнірів) під командою поручника Лінкевича, розбив дорогою невеликий татарський загін. Узяті бранці повідомили, що головні сили татар під поводом Джамбет-Гірея стоять на північ від Немирова. Собеський вирішив напасти на татар і розбити їх. Він вислав у бік Любачева дві кінні корогви (разом близько 110 жовнірів), із завданням пройти через Любачів, розбити всі татарські загони, що трапилися б на шляху, і дістатися до Немирова. Тим часом головні сили Собеського рушили прискореним маршем на Непоряни.
Непомічений у лісистій місцевості, поручник Лінкевич із 300 вояків випередив татар і ударив на них з боку Немирова. Тим часом у тилу татар кількасот добровольців на чолі з Ластовецьким завдали відволікаючого удару, після чого по татарах ударили головні сили Собеського. Коротке зіткнення швидко перейшло у погоню за тікаючими татарами. У битві та погоні також взяли участь відділи, послані раніше на Любачів. Під час переслідування, що продовжувалося до наступного дня, також траплялися невеликі бої із чамбулами, які, нічого не підозрюючи, поверталися до коша.

## Наслідки
Польське військо отримало блискучу перемогу над значно численнішими татарами. Було відбито кільканадцять тисяч ясиру, крім того, татари втратили багато убитими. Лише кількадесят із них попало в полон. Джамбет-Гірей зміг утекти лише з кількома десятками ординців.